# Renouveau (journal)
Le journal Renouveau était un titre de la presse hebdomadaire régionale catholique française diffusé dans le département de la Haute-Loire.

## Le successeur deL'Union de la Haute-Loire
Dans le cadre des Œuvres catholiques, l'hebdomadaire L'Union de la Haute-Loire est lancé le 18 décembre 1927 par l'abbé Jean-Marie Gidrol, aumônier du Pensionnat Notre-Dame de France et directeur de la presse diocésaine depuis 1926 avec l'évêque du Puy-en-Velay, Norbert-Georges-Pierre Rousseau. L'adjoint du directeur des Œuvres catholiques, l'abbé Adrien Usson, vicaire au collège du Puy-en-Velay, sera ainsi rédacteur au journal, puis de Renouveau. L'hebdomadaire est vendu comme supplément de La Croix Dimanche.
Ce journal complète la presse catholique en Haute-Loire, avec déjà depuis 1902 le quotidien L’Avenir de la Haute-Loire. Une imprimerie est créée en 1930 (Imprimerie Jeanne d'Arc) pour éditer ces différentes revues. Il s'arrête le 20 août 1944 après 865 numéros, interdit pour avoir continué de paraître sous l'occupation.

## La création à la Libération
À la Libération, le journal est rebaptisé Renouveau, toujours sous la direction du Père Gidrol ; son premier numéro (une semaine après le dernier de L'Union de la Haute-Loire, le 27 août 1944, fait deux pages. Sa rédaction est basée au Puy-en-Velay, ville-préfecture de la Haute-Loire. Il couvre le territoire Velay, Yssingelais et Brivadois.
Le Père Camille Richaud succède au chanoine Gidrol de 1958 à 1980, où il est remplacé par le père Jean-Claude Petiot, l'hebdomadaire passe à la couleur en 1962, au format tabloïd en 1969 et utilise la photocomposition à partir de 1981. Dans les années 1970, 22 000 exemplaires sont édités chaque semaine. En 1993, il imprime encore 10 000 exemplaires par semaine. Renouveau édite également un almanach. La distribution du journal est alors l’œuvre de bénévoles qui apportent les abonnements dans les paroisses.
Le journal devient progressivement indépendant des autorités diocésaines.

## La relance après le rachat
Le 29 décembre 2004, Renouveau est racheté par La Lozère Nouvelle. Les deux forment l'association CIVAP (Communiquer, informer et vivre au pays). Ce rachat permet de nouveaux projets, avec un journal entièrement en couleur (2009) et une nouvelle formule lancée le 22 novembre 2012, avec une nouvelle ligne éditoriale et le lancement d'un site gratuit d'informations locales mon43.fr (qui remplace 43chrono.fr lancé en 2010), alimenté par les journalistes et le réseau de correspondants.
Le journal est poursuivi en 2013 pour apologie du terrorisme après une interview le jeudi 21 mars 2013 de Saïd Arif, militant islamiste alors assigné à résidence surveillée à Brioude. La publication de l'interview est reprise par la presse nationale,,,. Le journal réfute ces accusations devant le tribunal correctionnel du Puy-en-Velay, et il est relaxé.
Le journal Renouveau se distinguait par des sujets d'initiative, un ton incisif et impertinent, il avait fait de nombreuses révélations sur la scène politique locale. Quelques mois avant la fin de sa parution, il avait notamment révélé que le Front national présentait 6 candidats d’une même famille aux élections départementales de 2015 en Haute-Loire.

## Disparition
Pour des raisons économiques, l'entreprise est liquidée. Cela s'explique également par l'offre pléthorique de la presse locale en Haute-Loire (226 000 habitants en 2013) avec trois quotidiens (La Montagne, Le Progrès et L'Éveil de la Haute-Loire), trois autres hebdomadaires (L'Eveil Hebdo, La Ruche, La Gazette de la Haute-Loire.) En 2013-2014, le tirage moyen n'est plus que de 3 751 exemplaires par semaine, contre 4 937 en 2010.
Le dernier des 3 760 numéros est celui du jeudi 24 septembre 2015,. L'entreprise comptait six salariés dont quatre journalistes, et de nombreux correspondants.